# Colla Zio
Colla Zio ist eine italienische Band aus Mailand.

## Bandgeschichte
Die Gruppe besteht aus Tommaso Bernasconi, Andrea Malatesta, Tommaso Manzoni, Francesco Lamperti und Andrea Arminio und wurde 2019 gegründet. Stilistisch mischt sie Pop und Hip-Hop. Nach den ersten Jahren unterschrieb die Band einen Plattenvertrag beim unabhängigen Label Woodworm und veröffentlichte 2021 die erste EP Zafferano. Ihren ersten größeren Liveauftritt hatte Colla Zio beim Festival Mi manchi (Ersatz für MI AMI), gefolgt von Auftritten als Vorgruppe von u. a. Rkomi, Lo Stato Sociale, Blanco und Michele Bravi. 2022 wechselte sie zu Virgin Music (Universal). Im selben Jahr nahm die Band an Area Sanremo teil, wodurch sie sich für die Teilnahme am Sanremo-Festival 2023 qualifizieren konnte.

## Diskografie
Alben
- 2023: Rockabilly Carter

EPs
- 2021: Zafferano (Woodworm)

Singles
- 2019: Bibite / Americana
- 2019: Fuori il petto
- 2019: Straindra
- 2021: Gremolada
- 2021: Zola la notte
- 2022: Ci rimango male quando sei puntuale
- 2022: Chiara (mit Selton)
- 2022: Tanto piove
- 2022: Asfalto
- 2023: Non mi va
- 2023: In fondo al blu

## Belege
1. ↑  Colla Zio, biografia. Rai, abgerufen am 11. Januar 2023 (italienisch).
2. 1 2  Chartquellen: IT
3. ↑  Auszeichnungen für Musikverkäufe: IT